# Stenia christensonii
Stenia christensonii är en orkidéart som beskrevs av David Edward Bennett. Stenia christensonii ingår i släktet Stenia och familjen orkidéer. Inga underarter finns listade i Catalogue of Life.